# Fridtjöf, co z ciebie wyrośnie?
Fridtjöf, co z ciebie wyrośnie? Opowieść o Nansenie (tytuł także w wariancie, w którym stosuje się zapis imienia "Fridtjof") – powieść biograficzna Aliny i Czesława Centkiewiczów z 1963 popularyzująca biografię norweskiego podróżnika, działacza społecznego i uczonego Fridtjofa Nansena.
Podobnie jak inne utwory Centkiewiczów, treść książki wiąże się z Arktyką i badaniami nad nią. Opisuje ona jednak nie tylko badania Nansena, ale też jego późniejszą działalność społeczną w Lidze Narodów. Utwór charakteryzuje brak komentarza odautorskiego i to, że relacjonuje on wyłącznie fakty. Książka była pierwszą polską pracą poświęconą Nansenowi. 